# 제40군 (소련)
제40군'은 1941년부터 1945년까지 제2차 세계 대전 동안, 1979년부터 1990년대까지 소련-아프가니스탄 전쟁 기간 동안 있었던 소련군의 야전군이다. 이 제40군은 1980년대 아프가니스탄의 소련 점령군(OKSVA)의 핵심군이었다. 소련-아프가니스탄 전쟁 중에는 구소련과 아프가니스탄을 가르는 퍈즈 강 때문에 구어체로 "강 너머"라고 ("За речкой", 자 레치코이) 불렸습니다.

## 추가 자료
- Feskov et al., The Soviet Army in the period of the Cold War, Tomsk University Press, Tomsk, 2004
- Lester Grau, The Bear Went Over the Mountain: Soviet Combat Tactics in Afghanistan